# François Ponsard
François Ponsard (Vienna, 1º giugno 1814 – Parigi, 7 luglio 1867) è stato un drammaturgo francese.
Nato a Vienna da padre avvocato, fu instradato allo studio della giurisprudenza, che abbandonò per amore della letteratura. Nel 1843 pubblicò e rappresentò la sua prima opera, la Lucrezia (Lucrèce), acclamata dal pubblico e dalla critica che esaltava i valori neoclassici in opposizione al dramma romantico di Victor Hugo.
Nel 1846 scrive Agnès de Méranie, che ottiene meno successo della Lucrezia, e nel 1850 Charlotte Corday, seguiti dall'Ulysse (1852) e da L'Honneur et l'Argent. Il 1855 lo vede eletto membro dell'Accademia di Francia.
Malato, per alcuni anni non produsse opere fino a Le Lion amoureux del 1866 e l'opera finale, Galilée, del 1867. Poco prima della morte fu insignito del titolo di commandant della Legion d'Onore.